# Blelham Tarn
Der Blelham Tarn ist ein See im Lake District, Cumbria, England. Der See liegt westlich des Windermere und nördlich des Latterbarrow.
Der See hat nur eine Anzahl sehr kleiner Zuflüsse und sein Abfluss ist der Blelham Beck, der in den Windermere-See mündet.
Der Blelham Tarn und das ihn umgebende Feuchtgebiet sind seit 1985 ein Site of Special Scientific Interest. Das Schutzgebiet ist von nationaler Bedeutung, da hier 48 Arten von Köcherfliegen auffindbar sind, sowie eine Reihe von seltenen Schnecken, Plattwürmern und Spinnen. Der an den See angrenzende Blelham Bog ist als National Nature Reserve zusätzlich geschützt.